# Parafia św. Antoniego z Padwy w Radziwiłłowie
Parafia Świętego Antoniego z Padwy w Radziwiłłowie – parafia rzymskokatolicka należąca do dekanatu Wiskitki diecezji łowickiej. Erygowana w 1923 roku. Duszpasterstwo prowadzą księża zmartwychwstańcy (CR).

## Zasięg parafii
Do parafii należą wierni z następujących miejscowości: Bartniki, Grabina Radziwiłłowska, Radziwiłłów.